# 1513 en philosophie
Chronologie de la philosophie
- 1509
- 1510
- 1511
- 1512
- 1513
- 1514
- 1515
- 1516
- 1517

L’année 1513 a été marquée, en philosophie, par les événements suivants :